# Алистер Манро Кембел
Алистер Манро Кембел (енгл. Alister Munro Campbell; 17. јул 1979) бивши је аустралијски рагбиста. У најјачој лиги на свету играо је за Воратасе, Брамбисе и Ребелсе. 2004., је започео каријеру у Воратасима, а следеће сезоне је прешао у Брамбисе. Захваљујући добрим партијама у Брамбисима, заслужио је позив селекције Аустралије. У дресу Аустралије дебитовао је против Француске 2005. Био је део Валабиса на светском првенству 2007., одржаном у Француској. 2008., прешао је у Топ 14 и потписао за Монпеље. Ожењен је и има три ћерке. Поред рагбија Алистер воли и скијање и голф. 